# III Korpus Pancerny (III Rzesza)
III Korpus Pancerny (niem. III. Panzerkorps) – niemiecki korpus pancerny z okresu II wojny światowej, uczestniczył w agresji na Związek Radziecki.

## Historia
Korpus został zorganizowany rozkazem z dnia 21 czerwca 1942 roku po przekształceniu III Korpusu Armijnego.
Po powstaniu wchodził w skład 6 Armii i walczył przeciw Armii Czerwonej w rejonie Charkowa. Następnie wchodził w skład 1 Armii Pancernej walczył nad Donem i Dońcem.
W sierpniu 1942 roku wraz z 1 Armią Pancerną wchodził w skład nowo utworzonej Grupy Armii „A” i w jej składzie brał udział w operacji mającej na celu zajęcie Kaukazu. Walczył tam do lutego 1943 roku kiedy został wycofany na linię rzeki Doniec.
W maju 1943 roku wszedł w skład Grupy Armijnej „Kempf” wziął udział w ofensywie pod Charkowem. W związku z planowaną niemiecką ofensywą na łuku kurskim wszedł w skład 4 Armii Pancernej i w składzie tej armii brał udział bitwie na łuku kurskim w rejonie Biełgorodu.
Następnie walczył w rejonie Charkowa i na linii rzeki Dniepr. Na początku stycznia 1944 roku uczestniczył w ataku, który doprowadził do odblokowania wojsk niemieckich okrążonych przez Armię Czerwoną pod Korsuniem Szewczenkowskim. W marcu 1944 roku w związku z ofensywą wojsk radzieckich cofał się na zachód i w sierpniu 1944 roku zajął pozycje obronne na linii Wisły pod Baranowem Sandomierskim.
We wrześniu 1944 roku w związku ze znacznymi stratami jakich doznał został wycofany do odwodu Grupy Armii „Południowa Ukraina”, a w październiku 1944 roku został przerzucony na Węgry, gdzie wszedł w skład 6 Armii.
W 1945 roku brał udział w walkach na terenie Węgier, a w kwietniu 1945 roku wycofał się na teren Austrii, gdzie w maju skapitulował.

## Dowódcy
- gen. wojsk panc. Leo Freiherr Geyr von Schweppenburg (1942)
- gen. płk Eberhard von Mackensen (1942 – 1943)
- gen. wojsk panc. Hermann Breith (1943)
- gen. art. Heinz Ziegler (1943)
- gen. piech. Friedrich Schulz (1943 – 1944)
- gen. wojsk panc. Hermann Breith (1944)
- gen. wojsk panc. Dietrich von Saucken (1944)
- gen. wojsk panc. Hermann Breith (1944 – 1945)

## Skład korpusu
Jednostki korpuśne
- 3 dowództwo artylerii (Arko 3)
- 43 korpuśny batalion łączności (Korps-Nachrichten-Abteilung 43)
- 403 korpuśny batalion zaopatrzenia (Korps-Nachschubtruppen 403)
- 403 oddział żandarmerii polowej (Feld-Gendarmerie-Trupp 403)

Grudzień 1942
- 2 Dywizja Strzelców (rumuńska)
- 13 Dywizja Pancerna
- Dywizja SS „Wiking”

Lipiec 1943
- 7 Dywizja Pancerna
- 19 Dywizja Pancerna
- 6 Dywizja Pancerna
- 168 Dywizja Piechoty

Grudzień 1943
- Grupa bojowa 376 Dywizji Piechoty
- 14 Dywizja Pancerna
- 10 Dywizja Grenadierów Pancernych
- 3 Dywizja Pancerna
- 6 Dywizja Pancerna
- 11 Dywizja Pancerna

Marzec 1945
- 25 Dywizja Piechoty (węgierska)
- 3 Dywizja Pancerna
- 1 Dywizja Pancerna
- 23 Dywizja Pancerna